# مارتي مارتينيز
مارتي مارتينيز هو لاعب كرة قاعدة كوبي، ولد في 23 أغسطس 1941 في هافانا في كوبا، وتوفي في 8 مارس 2007 في سانتو دومينغو في جمهورية الدومينيكان.

## وصلات خارجية
- مارتي مارتينيز على موقعبيزبول رفرنس.كوم (الدوري الرئيسي) (الإنجليزية)
- مارتي مارتينيز على موقعبيزبول رفرنس.كوم (الدوري الثانوي) (الإنجليزية)
- مارتي مارتينيز على موقع جمعية أبحاث البيسبول الأمريكية (الإنجليزية)
- مارتي مارتينيز على موقع مشجعي الرسوم البيانية (الإنجليزية)